# Generació silenciosa
| Generacions |
| --- |
| |
| Generació perduda Gran generació Generació silenciosa Baby boomers Generació X Generació Y Generació Z Generació Alfa |
| |

La generació silenciosa és la cohort demogràfica que segueix la Gran generació i precedeix els baby boomers. La generació es defineix generalment com les persones nascudes entre 1928 i 1945. S'estima que el 2020 la generació silenciosa conformava el 3,5% de la població mundial.
En els Estats Units, la generació va ser comparativament petita perquè la Gran Depressió dels anys 1930 i la Segona Guerra Mundial, a principis i mitjans de la dècada del 1940, van fer que la gent tingués menys fills. Inclou a la majoria dels que van lluitar durant la Guerra de Corea. S'assenyala que van formar el lideratge del moviment pels drets civils, així com la majoria silenciosa.

## Terminologia
La revista Time va utilitzar per primera vegada el terme generació silenciosa en un article del 5 de novembre de 1951 titulat La generació més jove, encara que el terme sembla precedir la publicació. Una raó que es va proposar més tard per a aquest silenci percebut és que com a joves adults durant el maccarthisme, molts membres de la generació silenciosa van sentir que no era prudent parlar.
La cohort també ha estat anomenada Lucky Few (uns pocs afortunats) en el llibre de 2008 The Lucky Few: Between the Greatest Generation and the Baby Boom, d'Elwood D. Carlson, professor Sociologia de la Població de la Universitat Estatal de Florida. L'organització australiana McCrindle Research utilitza el terme de Builders per descriure els membres australians d'aquesta generació, nascuts entre 1925 i 1945, i que van arribar a la majoria d'edat per convertir-se en la generació «que literalment i metafòricament va construir [la] nació després dels anys d'austeritat posteriors a la Depressió i la Segona Guerra Mundial».

## Dates i rang d'edat
El Pew Research Center utilitza el 1928 a 1945 com els anys de naixement per aquesta cohort. Segons aquesta definició, el membre més vell de la generació té 93 anys i el més jove té, o complirà, 76 anys el 2021.
Resolution Foundation, en un informe titulat Cross Countries: International comparisons of international trends, utilitza el 1926 a 1945 com les dates de naixement de la generació.
Els autors William Strauss i Neil Howe utilitzen el període entre 1925-1942 com a anys de naixement.

## Característiques

### Com a infants i adolescents
La generació silenciosa van ser fills de la Gran Depressió, els pares dels quals, després d'haver-se delectat durant els feliços anys vint, ara s'enfrontaven a grans dificultats econòmiques i lluitaven per mantenir a les seves famílies. Abans d'arribar a l'adolescència van compartir amb els pares els horrors de la Segona Guerra Mundial, però a través dels ulls dels nens. Molts van perdre els seus pares o germans grans, que van morir a la guerra. Van veure la caiguda del nazisme i la catastròfica devastació que va provocar la bomba nuclear. Quan la generació silenciosa va començar a madurar després de la Segona Guerra Mundial, es van enfrontar a un ordre social devastat, dins del qual passarien la seva primerenca edat adulta, i van trobar un nou enemic al comunisme a través de la traïció dels acords de la postguerra i el sorgiment del Bloc Soviètic. A diferència de la generació anterior que havia lluitat per «canviar el sistema», la generació silenciosa intentava «treballar dins del sistema». Ho van fer mantenint el cap baix i treballant de valent, guanyant-se així l'etiqueta de silenciosos. Les seves actituds s'inclinaven a no arriscar i a anar al que és segur. La crònica de la revista Fortune sobre la promoció universitària del 49 va ser subtitulada «Sense córrer riscos».

### Com adults
Per les experiències de la seva infància durant la Gran Depressió i la insistència dels seus pares a ser austers, tendeixen a ser estalviadors i fins i tot avariciosos. S'estimen més maximitzar la vida útil de la propietat, és a dir, «fer valer els seus diners». Això pot portar a l'acumulació de capitals sota l'aparença de «no ser malbaratador».
Com els seus pares, els silenciosos tendien a casar-se i tenir fills sent joves. Els silenciosos dels Estats Units es destaquen per ser els més joves de totes les generacions a casar-se i formar famílies. Com a pares joves, aquesta generació va donar a llum principalment els baby boomers, mentre que els membres més joves de la generació i els membres més vells que van postergar la formació d'una família fins més tard van donar a llum la generació X. Mentre que el divorci es considerava un pecat als ulls de la generació anterior, els silenciosos foren la generació que reformà les lleis matrimonials per optar pel divorci i disminuir l'estigma. Això va conduir a una onada de divorcis entre les parelles de la generació silenciosa a partir de llavors als Estats Units.

### Relacions intergeneracionals
Els seus membres mai no es van aixecar en protesta com una entitat política unificada. Com que «seguir les regles» havia demostrat ser un èxit per als silenciosos i havia portat a una creació de riquesa increïble i estable, va ser comú que els seus fills boomer i gen X se'n distanciessin a causa de la seva naturalesa rebel diametralment oposada, les seves preocupacions socials i les dificultats econòmiques desconegudes per als silenciosos, creant una consciència generacional diferent. Per exemple, els boomer van ser decisius en la creació de la contracultura de la dècada de 1960 i el sorgiment de punts de vista d'esquerres considerats com a antisistema, aquells que anaven directament en contra de la metodologia del «treball dins del sistema» que els silenciosos adoraven. Els nens de la generació X van créixer als anys setanta i vuitanta amb l'amenaça d'una guerra nuclear que planava sobre ells i una visió ombrívola del futur, fet que va contribuir a la seva desafecció generacional, en contrast amb la perspectiva optimista dels seus pares de la generació silenciosa.
L'estil de criança conegut pels silenciosos i les generacions anteriors a ells es va originar a finals de 1800. Representativa d'això va ser la idea que «els nens han de ser vistos però no escoltats». Aquestes idees es van qüestionar finalment després de la publicació el 1946 de The Common Sense Book of Baby and Child Care de Benjamin Spock, que va influir en les opinions d'alguns boomers sobre la criança dels pares i els valors familiars quan ells mateixos es van convertir en pares. Aquestes opinions conflictives, considerades massa permissives pels silenciosos, van distanciar encara més aquests boomers dels seus pares i, entre altres coses, van donar lloc a mitjans de la dècada de 1960 al terme bretxa generacional per descriure inicialment el conflicte de valors culturals entre els silenciosos i els seus fills boomer (i més tard els gen X).